# Cassipourea firestoneana
Cassipourea firestoneana är en tvåhjärtbladig växtart som beskrevs av John Hutchinson, Amp; Dalz., G.P. Cooper och Record. Cassipourea firestoneana ingår i släktet Cassipourea, och familjen Rhizophoraceae. Inga underarter finns listade i Catalogue of Life.